# Colônia Atlético Clube
Colônia Atlético Clube é uma agremiação esportiva da cidade do Rio de Janeiro, com sua sede no bairro de Jacarepaguá. 

## História
O clube disputa o Copa Rio Amador da Capital, antigo Departamento Autônomo do Rio de Janeiro.